# Il tradimento di Elena Marimon
Il tradimento di Elena Marimon (Le secret d'Hélène Marimon) è un film del 1954 diretto da Henri Calef.
Il film è basato sul libro di J. B. Cherrier Les cahiers du conseiller Marimon.